# نادية عباس
نادية عباس هي ممثلة مصرية.

## نبذة
ظهرت نادية عباس في الوسط الفني كممثلة في أواخر القرن 20، متزوجة من الملحن "أحمد خلف" الذي توفي عام "2009م"
لها العديد من الأعمال الفنية البارزة، والتي تعدت الـ(50) عمل فني الغالبية منها "مسلسلات" بالإضافة إلي عدد قليل من الأفلام السينمائية.

## أعمالها الفنية[1][3]
- الكبير أوي (ج6) - مسلسل 2022م.
- مزاد الشر - مسلسل 2022م[4]
- في بيتنا روبوت - مسلسل 2021م
- المماليك - مسلسل 2021م
- اللي مالوش كبير - مسلسل 2021م
- المداح - مسلسل 2021م
- ضل راجل - مسلسل 2021م
- ورا كل باب - مسلسل 2021م
- كل ما نفترق - مسلسل 2021م
- اتنين في الصندوق - مسلسل 2020م
- اسود فاتح - مسلسل - 2020م
- الأخ الكبير - مسلسل 2020م
- الاختيار- مسلسل 2020م
- رجالة البيت - مسلسل 2020م
- طاقة حب - مسلسل 2020م[5]
- مملكة ابليس - مسلسل 2020م
- استدعاء ولي عمرو - فيلم 2019م
- أنا شيري دوت كوم - مسلسل 2019م
- بدل الحدوتة ثلاثة - مسلسل 2019م
- حدوتة مرة - مسلسل 2019م
- دفعة القاهرة - مسلسل 2019م
- الدولي - مسلسل 2018م
- الوصية - مسلسل 2018م
- أيوب - مسلسل 2018م[6]
- سرايا حمدين - مسلسل 2018م
- طلعت روحي - مسلسل 2018م
- عوالم خفية - مسلسل 2018م
- ممنوع الاقتراب أو التصوير - مسلسل 2018م
- رمضان كريم - مسلسل 2017م
- ريح المدام - مسلسل 2017م
- سكر بره - فيلم 2017م
- ظل الرئيس - مسلسل 2017م
- عفاريت عدلي علام - مسلسل 2017م
- نصيبي وقسمتك 2 - مسلسل 2017م
- أزمة نسب - مسلسل 2016م
- الميزان - مسلسل 2016م
- سقوط حر - مسلسل 2016م
- كلمة سر - مسلسل 2016م[7]
- ارض النعام - مسلسل 2015م
- العهد (الكلام المباح) مسلسل 2015م
- أوراق التوت - مسلسل 2015م[8]
- ذهاب وعودة - مسلسل 2015م
- حواري بوخارست - مسلسل 2015م
- مولانا العاشق - مسلسل 2015م
- ولي العهد مسلسل 2015م
- الصياد - مسلسل 2014م
- دكتور أمراض نسا - مسلسل 2014م
- سجن النسا - مسلسل 2014م
- شارع عبدالعزيز 2 - مسلسل 2014م
- القاصرات - مسلسل 2013م
- ونيس والعباد وأحوال البلاد (ج8) مسلسل 2013م[9]
- كشف المستور - فيلم 1994م
- خمسة كارت - فيلم 1990م[10]